# Sex Sonater för soloviolin (Ysaÿe)
Eugène Ysaÿes sex sonater för soloviolin, op. 27, är en samling sonater för violin som komponerades 1923. Varje sonat är dedikerad till en violinist samtida med Ysaÿe: Joseph Szigeti (nr 1), Jacques Thibaud (nr 2), George Enescu (nr 3), Fritz Kreisler (nr 4), Mathieu Crickboom (nr 5), och Manuel Quiroga (nr 6).

## Lista över sonater

### Violinsonat nr 1 i g-moll (Joseph Szigeti)
1. Grave
2. Fugato
3. Allegretto poco scherzoso
4. Finale: Con brio

### Violinsonat nr 2 i A-dur (Jacques Thibaud)
1. Obsession: Prelude
2. Malinconia
3. Danse des Ombres: Sarabande
4. Les furies

### Violinsonat nr 3 i d-moll"Ballade"(George Enescu)
Denna sonat är uppdelad i två sammanhängande delar:
- Ballades: Lento molto sostenuto
- Allegro in tempo giusto e con bravura

### Violinsonat nr 4 i e-moll (Fritz Kreisler)
1. Allemanda
2. Sarabande
3. Finale

### Violinsonat nr 5 i G-dur (Mathieu Crickboom)
1. L'Aurore
2. Danse rustique

### Violinsonat nr 6 i E-dur (Manuel Quiroga)
Sonaten består av en sats betecknad "Allegro giusto non troppo vivo".